# الشركة الوطنية للإذاعة والتلفزة (المغرب)
الشركة الوطنية للإذاعة والتلفزة واختصارا SNRT هي شبكة تلفزية وإذاعية فضائية مغربية، تغطي حاليًا برامج الإذاعة والتلفزة المغربية معظم جهات المملكة وتتجاوز حدود التراب الوطني إلى مختلف جهات العالم. فحظيرة أجهزة استقبال موجات الإذاعة والتلفزة المغربية تطورت بشكل كبير لتصل إلى جهاز راديو لثلاثة مواطنين وجهاز تلفزة لستة مواطنين.
ويتميز القطاع السمعي البصري الوطني أيضا بالإرسال اليومي عبر القمر الاصطناعي نايل سات لبرامج التلفزة المغربية، حيث أصبح بإمكان عشرات الملايين من المشاهدين في مختلف القارات تتبع برامج القناة الأولى للتلفزة المغربية. كما شجع المبادرات الحرة للمساهمة في الاستثمار في القطاع السمعي البصري.

## نبذة تاريخية عن الشركة الوطنية للإذاعة والتلفزة
- أبريل 1928 : إنشاء مصلحة الإذاعة المغربية التابعة للمكتب الشريف للبريد والتليفون والتلغراف.
- دجنبر 1937 : تأسيس مجلس الراديو المغربي واللجنة الاستشارية للبث الإذاعي باللغة العربية.
- فبراير 1947 : الاستقلالية المالية والكفاءة القانونية لمصلحة الإذاعة داخل المكتب الشريف للبريد والتلفون والتلغراف.
- يونيو 1956 : تأسيس المجلس الاستشاري للبرامج العربية بالإذاعة المغربية.
- يوليوز 1961 : التحاق مصلحة البث الإذاعي بوزارة الإعلام والفنون الجميلة والسياحة وإعادة تسميتها بالإذاعة والتلفزة المغربية مع منحها كفاءة قانونية واستقلال مالي.[1]
- أكتوبر 1966 : ترقية الإذاعة والتلفزة المغربية إلى مؤسسة عمومية متمتعة بالشخصية المدنية والاستقلال المالي.
- يناير 1968 : الإذاعة والتلفزة المغربية تتحول من جديد إلى إدارة عمومية مع ميزانية ملحقة.
- دجنبر 1978 : إدماج الإذاعة والتلفزة المغربية مع الإدارة المركزية لوزارة الإعلام (وزارة الاتصال حاليا).
- يونيو 1994 : إصدار مرسوم يحدد مهمة الإذاعة والتلفزة المغربية وصلاحياتها ويعيد هيكلتها.

## خلق شبكة وطنية لنشر الأخبار
قام المغرب بأول تجربة للبث الإذاعي سنة 1950 مع الشركة الفرنسية «تيلما» التي كانت ترى في الجالية الأوربية بالمغرب جمهورا محتملا، وفي سنة 1951 حصلت هذه الشركة على رخصة الاستغلال والبث، إلا أنها لم تقم بذلك إلى حدود سنة 1954، وكانت هذه التجربة قصيرة وعابرة حيث لم تستمر سوى بضعة أشهر، إلا أن توقف شركة «تيلما» عن البث لم يكن لأسباب تجارية، بل نتيجة الأحداث السياسية التي هزت البلاد، والتي كانت وراءها الحركة الوطنية.
و قد بدأت القناة الوطنية عملية الإرسال يوم 3 مارس 1962، وكانت بالأبيض والأسود ولم يشرع في استعمال الألوان (سيكام-ب-) إلا سنة 1972.
أما الوضع القانوني للتلفزة المغربية فقد مر بشكل تدريجي من الكفاءة القانونية والاستقلالية المالية إلى مؤسسة عمومية ثم الإدماج في الإدارة المركزية لوزارة الاتصال بميزانية ملحقة. أما بالنسبة للموارد فالتلفزة تؤمن توازن ميزانيتها عن طريق منحة من الدولة بالإضافة إلى ضريبة على شكل مساهمة تضاف إلى فاتورة استهلاك الطاقة بمن طرف الأسر المغربية، زيادة على فائض مداخيل المصلحة المستقلة للإشهار (SAP) أو مداخيل ظرفية عن عائدات الخدمات.

## قائمة القنوات التلفزية والإذاعية للشركة الوطنية للإذاعة والتلفزة

### الأولى الوطنية
والقناة الأولى المغربية الوطنية، وتوفر خدمات الأخبار والمعلومات والثقافة والترفيه لمشاهديها والمواطنين في المغرب عبر خدمات التلفزة الرقمية الأرضية TNT.

### الأولى العيون
القناة الأولى الجهوية العيون، قناة تلفزيونية مغربية جهوية، يوجد مقرها بمدينة العيون وتقوم بتغطية الجهات الجنوبية الثلاث بالمغرب. تم إطلاقها في 6 نونبر من العام 2004 بمناسبة ذكرى المسيرة الخضراء.

### محتوى القناة
رصدت الشركة الوطنية للإذاعة والتلفزة إمكانيات مالية وبشرية ومعدات تقنية جد متطورة لإنجاح انتقالها إلى البث بتقنية فيديو عالي الوضوح.
وبذلك تقدم القناة بعض محتوى القناة الأولى SD ، لكن بصورة عالية الجودة فيديو عالي الوضوح.بالإضافة إلى أفلام ومسلسلات، نشرات أخبار، وبرامج حوارية مسجلة وأخرى على المباشر، وأيضا البث المباشر للمباريات الكروية والمنافسات الوطنية والعالمية بفضل معدات متطورة وبتعاون مع أهم موسسات التصوير والإعلام في العالم خاصة الفرنسية والإسبانية منها.

### الرياضية
قناة رياضية مغربية، تبث حصريا عبر الاقمار الاصطناعية والبث الارضي الرقمي TNT تهتم بالقضايا الرياضية المغربية وتعد القناة خطوة نحو إغناء المجال السمعي البصري الذي يرتئي المغرب بلوغه وتعد القناة الأولى من نوعها في المغرب والتي تختص بالرياضة المغربية إذ تنقل الدوري المغربي كما تهم بنقل كل المظاهر الرياضة التي تشارك فيها المنتخبات الرياضة المغربية

### الثقافية
القناة المغربية الثقافية (الرابعة سابقا) قناة فضائية تعليمية مغربية. تم إطلاقها بتاريخ 28 فبراير 2006 كأول قناة مغربية ذات توجه تعليمي، وتبث برامجها باللغات العربية والفرنسية بالإضافة إلى اللهجات الأمازيغية. تبث القناة برامجها فضائيا على القمر الصناعي هوت بيرد والنايسات، أما أرضيا فالقناة متوفرة على جهاز TNT وعلى التلفزة عبر خيط الإنترنت التي توفرها اتصالات المغرب MT-BOX.

### المغربية
المغربية (القناة الخامسة) هي قناة تلفزية فضائية مغربية. تأسست القناة بالتعاون بين القناة الأولى والثانية وتعمل على أرشيف القناتين. تبث القناة مجانا على القمر الصناعي هوت بيرد ونايلسات و NSS7 وغالاكسي 19 ويصل إرسالها إلى سائر أنحاء المغرب. تقدم المحطة خدماتها باللغتين العربية والفرنسية والأمازيغية والإسبانية والإنجليزية، تحولت إلى قناة إخبارية تحت مسمى المغربية الإخبارية.

### السادسة
السادسة أو قناة محمد السادس للقرآن الكريم، هي قناة مغربية متخصصة في الشؤون الإسلامية؛ من تلاوة القرآن، البرامج، الوثائقيات والمسلسلات الدينية.

### قناة الأفلام
أفلام TV أو «السابعة» هي إحدى قنوات الSNRT المغربية، بدأ بثها على الأجهزة التلفزة الأرضية الرقمية في ماي 2008؛ وتختص في الأفلام والمسلسلات والمسرح.

### تمازيغت
القناة الأمازيغية (الثامنة) قناة تلفزية فضائية مغربية، بدأت يوم 6 يناير 2010 والبث الفعلي يوم 1 مارس 2010 تحظى بمتابعة من طرف المغاربة الناطقين بالأمازيغية داخل وخارج المغرب. تبث يوميا من الساعة السادسة مساء (18h00) بتوقيت المغرب إلى منتصف الليل. ما عدى يومي السبت والأحد حيث يبدأ البث من الثانية بعد الزوال أي (14h00) إلى منتصف الليل.

### الإذاعة الوطنية
تبث الإذاعة الوطنية 24 ساعة في اليوم انطلاقا من محطة الإرسال المركزية بالرباط و 9 محطات جهوية هي:
- الإذاعة الجهوية بالدار البيضاء
- الإذاعة الجهوية بطنجة
- الإذاعة الجهوية بتطوان
- الإذاعة الجهوية بوجدة
- الإذاعة الجهوية بفاس
- الإذاعة الجهوية بمراكش
- الإذاعة الجهوية بأكادير
- الإذاعة الجهوية بالعيون
- الإذاعة الجهوية بالداخلة

المحطات الجهوية تبث عبر الموجات المحلية (4 ساعات في اليوم تقريبا) وذلك بالتبادل مع المحطة المركزية عن طريق التناوب.
الإذاعة الوطنية تغطي جُلّ مناطق المملكة حيث أن 95 % من الساكنة يمكنها أن ترتبط بالإذاعة عن طريق الموجات الطويلة و 84 % عن طريق الموجات المتوسطة و 48 % عن طريق موجات إف-إم
و انطلاقا من 3 مارس 1993 دخلت الإذاعة الوطنية حقبة البث عبر الأقمار الاصطناعية، وذلك عن طريق القمر الاصطناعي «نايلسات» و«الهوتبيرد» وبذلك تكون الإذاعة الوطنية قد دخلت العالم الرقمي للبث والتسجيل على غرار الإذاعات الدولية.

### الإذاعة الدولية
هي إذاعة موجهة للمجتمع الدولي والمواطنين المغاربة في الخارج.

## تنظيم الإدارة في الإذاعة والتلفزة الوطنية
يشرف على الإذاعة والتلفزة المغربية رئيس مدير عام أما باقي المديريات فهي:
- مديرية الإذاعة
- مديرية التلفزة
- مديرية البث التلفزي
- مديرية الموارد البشرية والشؤون العامة
- قسم التعاون والعلاقات الخارجية
- المصالح الخارجية التي تتكون أساسا من المحطات الجهوية

## خدمة البث المباشر
بدأت الشركة الوطنية للإذاعة والتلفزة بتقديم خدمة البث المباشر على الإنترنت وتتميز هذه الخدمة بخاصية time shifting بحيث يمكن استرجاع ما لا يقل عن 6 ساعات من البث عن طريق الموقع الرسمي للخدمة أو بتحميل تطبيق snrt live للهواتف النقالة حيث يحتوي التطبيق على جميع القنوات التلفزية والاذاعية التابعة للشركة سوى قناة السابعة أفلام.

## المديرون
قائمة المدراء المتعاقبين على الإذاعة والتلفزة المغربية.
| الإسم              | بداية الفترة | نهاية الفترة |
| ------------------ | ------------ | ------------ |
| المهدي المنجرة     |              |              |
| قاسم الزهيري       |              |              |
| عبد الوهاب بنمنصور | 1965         |              |
| عبد اللطيف خالص    | 1974         | 1978         |
| محمد بنددوش        |              |              |
| محمد طريشة         | 1985         |              |
| عبد الرحمان عاشور  |              |              |
| فيصل العرايشي      | 4 أبريل 2005 |              |

## وصلات خارجية
- الموقع الرسمي للشركة الوطنية للإذاعة والتلفزة المغربية
- موقع القناة الأولى
- موقع قناة المغربية